# Ciecz ciężka zawiesinowa
Ciecz ciężka zawiesinowa – ciecz o ciężarze właściwym większym od ciężaru właściwego wody, będąca osobną grupą zawiesin stosowanych w przeróbce kopalin.
Ciecze te stosuje się do rozdziału surowców na żądane produkty: użyteczne i płonne (nieużyteczne). Ciecze ciężkie niejednorodne są mieszaniną wody z bardzo drobnymi cząstkami ciał stałych (przeważnie rud metali) nazywanych obciążnikami wody, które utrzymują się przez pewien czas w wodzie w postaci zawiesiny. Ich cechą charakterystyczną jest niejednorodne, zmienne zagęszczenie ziarn ciała stałego w różnych punktach cieczy, rosnące wraz z głębokością wskutek opadania ziarn ciała stałego.